# كونغردة (أبو الفارس)
كونغردة (بالفارسية: کونگرده) هي منطقة سكنية تقع في إيران في قسم أبو الفارس الريفي. يقدر عدد سكانها بـ 182 نسمة بحسب إحصاء 2016.